# Jurassic World: Campamento Cretácico
Jurassic World: Campamento Cretácico (en inglés: Jurassic World Camp Cretaceous) es una serie de televisión web de aventura y de ciencia ficción estadounidense animada por computadora, que se estrenó en Netflix el 18 de septiembre de 2020, y también es la primera serie oficial de la franquicia Jurassic Park. Ambientada durante los eventos de la película Jurassic World, la serie sigue a seis adolescentes que quedan varados en la Isla Nublar después de que varios dinosaurios escapan de sus hábitats. El 9 de octubre de 2020, Netflix anunció la renovación de la serie para una segunda temporada, que se estrenó el 22 de enero del 2021. El 11 de marzo, nuevamente Netflix anunció la renovación de la serie con una tercera temporada programada para estrenarse el 21 de mayo de 2021. Más recientemente, el 15 de octubre se anunció oficialmente que la serie contaría con una cuarta temporada,  
la cual se estrenó finalmente el 3 de diciembre del 2021. El 18 de abril de 2022 se anunció la quinta y última temporada que se estrenó el 21 de julio de 2022.

## Sinopsis
Seis jóvenes son elegidos para un proyecto de un campamento piloto en el increíble parque temático Jurassic World. Tienen muchas actividades planificadas para mostrar los entresijos y descubrir las aventuras de los dinosaurios. Pero lamentablemente, se vive la experiencia del escape de la Indominus Rex y los jóvenes tienen que unir fuerzas para sobrevivir.

## Reparto de voces

### Principales
- Paul-Mikél Williams como Darius Bowman, un campista fanático de los dinosaurios y líder del grupo.[6][7]
- Sean Giambrone como Ben Pincus, un campista delicado y estudioso que cuida de un anquilosáurio llamado Bumpy.[6][7]
- Kausar Mohammed como Yasmina «Yaz» Fadoula, una campista que es atleta de clase mundial y la más fuerte del grupo.[6][7]
- Jenna Ortega como Brooklynn, una campista e influencer de las redes sociales, con una actitud astuta y decidida.[6][7]
- Ryan Potter como Kenji Kon, un campista VIP autoproclamado el "macho alfa del grupo."[6][7]
- Raini Rodriguez como Sammy Gutiérrez, una campista sociable y entusiasta por su experiencia en el Campamento Cretáceo.[6][7]
- Jameela Jamil como Roxie (temporada 1, invitada temporada 2, recurrente temporada 5), consejera y paleontóloga del campamento que trata de mantener las cosas funcionando según lo programado.[6][7]
- Glen Powell como Dave (temporada 1, invitado temporada 2, recurrente temporada 5), consejero y paleontólogo del campamento descrito como un "holgazán gregario y tonto".[6][7]

### Recurrentes
- Keston John como Fredrick Bowman (temporadas 1, invitado temporada 2), el padre fallecido de Darius.
- Secunda Wood como locutor del parque (temporadas 1-2), la voz automática en el parque y el monorraíl.
- Stephanie Beatriz como Tiff (temporada 2), la esposa de Mitch y una "ecoturista".
- Bradley Whitford como Mitch (temporada 2), el marido de Tiff y un "ecoturista"; es un amante de los dinosaurios, igual que Darius.
- Angus Sampson como Hap (temporada 2), un guía turístico silencioso y serio.
- Kirby Howell-Baptiste como Dra. Mae Turner (temporadas 4-5), una paleoneurobióloga conductual contratada por Mantah Corp.
- Haley Joel Osment como Kash D. Langford (temporadas 4-5), un roboticista y empleado senior de Mantah Corp.
- Roger Craig Smith como B.R.A.D. (temporada 4), los Droides de Asistencia Bio-Robótica producidos en masa usados por Mantah Corp. Smith también da voz a su modelo actualizado, B.R.A.D.-X.
- Andrew Kishino como Daniel Kon (temporada 5, invitado temporada 4), el padre de Kenji y presidente de Mantah Corp.
- Benjamin Flores Jr. como Brandon Bowman (temporada 5, invitado temporadas 1 y 4), el hermano mayor de Darius.
- Avrielle Corti como Lana Molina (temporada 5), una inversionista en Mantah Corp que trabaja en BioSyn.

### Invitados
- Greg Chun como el Dr. Wu (temporadas 1, 3), el ingeniero genético jefe de InGen que recreó a los dinosaurios.
- Jeff Bergman como Mr. DNA (temporada 1).
- James Arnold Taylor como Eddie (temporada 1), un asistente que tuvo su cumpleaños interrumpido por la fuga de los dinosaurios.
- Roger Craig Smith como locutor de emergencia y trabajador del parque (temporada 1).
- Phil Buckman como Dr. Meriwether (temporada 1), un NPC en el videojuego que Darius juega para tener la oportunidad de ganar un viaje al Campamento Cretácico.
- Okieriete Onaodowan como Sr. Gold (season 5), un inversionista en Mantah Corp.
- Jon Rudnitsky as Cyrus (temporada 5), un inversionista en Mantah Corp.
- Adam Harrington como Lewis Dodgson (temporada 5), la cabeza de la investigación de BioSyn.
- Mikey Kelley como los gemelos (temporada 5), gemelos mercenarios contratados por Mantah Corp.

## Especies extintas/creadas mediante ingeniería genética en pantalla
- Ankylosaurus
- Baryonyx
- Brachiosaurus
- Carnotaurus
- Ceratosaurus
- Compsognathus
- Dimorphodon
- Dilophosaurus
- Gallimimus
- Indominus rex
- Kentrosaurus
- Monolophosaurus
- Mosasaurus
- Nothosaurus
- Ouranosaurus
- Parasaurolophus
- Pteranodon
- Scorpius rex
- Smilodon
- Sinoceratops
- Spinosaurus
- Spinoceratops
- Stegosaurus
- Tyrannosaurus rex
- Velociraptor

Temporadas
| Temporada | Temporada | Episodios | Episodios | Lanzamiento original     | Lanzamiento original     |
| --------- | --------- | --------- | --------- | ------------------------ | ------------------------ |
|           | 1         | 8         | 8         | 18 de septiembre de 2020 | 18 de septiembre de 2020 |
|           | 2         | 8         | 8         | 22 de enero de 2021      | 22 de enero de 2021      |
|           | 3         | 10        | 10        | 21 de mayo de 2021       | 21 de mayo de 2021       |
|           | 4         | 11        | 11        | 3 de diciembre de 2021   | 3 de diciembre de 2021   |
|           | 5         | 12        | 12        | 21 de julio de 2022      | 21 de julio de 2022      |

## Producción

### Desarrollo
En 2019, se anunció que una serie animada CGI debutaría en Netflix en 2020. Un proyecto conjunto entre Netflix, Universal Studios, Amblin Entertainment y DreamWorks Animation, se anunció que Scott Kreamer y Lane Lueras iban a ser los protagonistas de la serie. showrunners y que serían productores ejecutivos de la serie junto con Steven Spielberg, Frank Marshall y Colin Trevorrow, mientras que Zack Stentz se desempeñaría como desarrollador de la serie y productor consultor. Se lanzó un avance oficial el 1 de septiembre de 2020.

## Recepción
Primera Temporada
En el agregador de reseñas Rotten Tomatoes, la serie tiene una calificación de aprobación del 63% sobre la base de 8 reseñas, con una calificación promedio de 6.2/10.
Escribiendo para Bloody Disgusting, Meagan Navarro llamó a la serie "la mezcla de Amblin perfecta de divertido, conmovedor y atrevido", elogiando el elenco de voces y los diseños de los dinosaurios, pero calificando los diseños de personajes como genéricos. Jesse Hassenger de The A.V. Club le otorgó a la serie una calificación de C+, calificando el programa de poco realista y afirmando que "Campamento Cretácico no es especialmente astuto en términos de sociología adolescente, pero es inteligente al retratar la edad de la adolescencia donde muchos niños encuentran que su obsesión por los dinosaurios está disminuyendo". Desde Collider, Haleigh Foutch le dio a la serie una calificación de A-, alabando las "apuestas altas creíbles, los arcos de personajes sólidos y algunas piezas realmente emocionantes". Alana Joli Abbott de Den of Geek le dio a la serie una calificación de cuatro estrellas de un total de cinco, aplaudiendo la animación, el reparto y la historia central del programa. Desde Los Angeles Times, Robert Lloyd escribió:

Los personajes no están profundamente retratados, ni tampoco Fred, Velma, Daphne o Shaggy, para el caso, pero su lugar en la gestalt está bien definido, y en términos de líneas argumentales ningún campista se queda atrás. Cada uno se enfrentará a un miedo, o confesará, o superará el dolor, o ayudará cuando más se necesite. Habrá unión (después del burdo inicio). Aunque los personajes humanos tienen el aspecto suave y esculpido de las marionetas Thunderbirds, y muestran un repertorio familiar en CGI de encogimientos de hombros y ojos en blanco, la actuación los mantiene lo suficientemente reales.

El periodista de Empire, Ben Travis, le dio a la serie una calificación de dos estrellas sobre cinco, criticando los "personajes profundamente desagradables" y la escritura forzada. Travis, quien también quedó impresionado por las animaciones de dinosaurios, llamó a los personajes del programa que, según él, estaban "dibujados en estereotipos delgados y diálogos forzados". Concluyó que la serie "limita de manera decepcionante su propio atractivo solo para los espectadores más jóvenes". En el otro lado del espectro, Beth Elderkin de io9 encontró que la serie era excesivamente violenta, señalando que "ningún episodio pasa sin al menos un niño está en peligro de muerte, y eso incluye antes de que el parque se vaya al infierno". Sin embargo, notó la consistencia a lo largo de la serie, afirmando que "es raro encontrar un programa infantil moderno que confíe en su audiencia para manejar un tema más intenso. En ese sentido, es algo para admirar, incluso si es inquietante a veces". Habiendo visto el primer episodio, el equipo de Decider recomendó "titubeantemente" a los espectadores que hicieran streaming de la serie.
Segunda Temporada
La crítica de Den of Geek, Alana Joli Abbott, le dio a la segunda temporada de Camp Cretaceous una calificación de cuatro y media de cinco estrellas, afirmando que mejoró en comparación con la primera, [56] mientras que Daniel Hart de Ready Steady Cut dijo que no, dando la temporada tres estrellas de cinco, y lo llama una "oportunidad perdida". [57] Danielle Solzman, de Solzy at the Movies, elogió la exploración de la ficticia Isla Nublar y el ritmo de los ocho episodios. [58] Escribiendo para Mashable, Brooke Bajgrowicz elogió la historia general de la temporada y la creciente tensión, pero criticó la trama del episodio “Valiente", que tuvo lugar completamente en un flashback y solo se centró en el personaje de Ben. [59]
Desde Collider, Haleigh Foutch clasificó la temporada en su lista de los siete mejores "programas nuevos" para ver en Netflix, afirmando que la nueva temporada “deja muchas oportunidades para la acción al tiempo que deja espacio para momentos más centrados en los personajes". [60] El periodista de Screen Rant, John Orquiola, elogió la historia, la acción y los personajes del programa, específicamente en el episodio titulado “El Abrevadero", y afirmó que era similar al final del Jurassic Park original y un "giro inteligente" en el estilo de dirección de Steven Spielberg. [61] Rafael Motamayor, que escribe para The New York Observer, también compartió comentarios positivos sobre "El Abrevadero", afirmando que el episodio estaba “lleno de maravillas", lo que permitió que el programa “capturara la sensación del Parque Jurásico original, al tiempo que traía a los dinosaurios al frente de la historia". [62]
Tercera Temporada
La tercera temporada de Camp Cretaceous recibió críticas muy positivas de los críticos, y algunos la llamaron la mejor de la serie. Desde ComingSoon.net, Jeff Ames le dio un "9/10" por el desarrollo de sus personajes y escribió que, si bien continuó usando la misma fórmula para sus secuencias de acción, “los creadores conocen muy bien a estos personajes y tienen un control tan firme según las expectativas de la audiencia, que se las arreglen para superar sus trampas episódicas y entregar un producto final que satisfaga, emocione y, lo mejor de todo, te deje con ganas de más". [63] Victoria Davis de Animation World Network también elogió la temporada por su tono general , señalando que “la atención prestada a las pequeñas imágenes se suma a la mayor emoción al transmitir una sensación de envejecimiento y madurez en los personajes". [64] Además, Alana Joli Abbott de Den of Geek le dio cuatro estrellas y media de cinco por ser capaz de equilibrar “momentos más tranquilos y ligeros con una acción trepidante y una preocupación real de que los personajes favoritos no saldrán vivos", y dijo que la serie era una que los niños de todas las edades podían disfrutar. [65] Sin embargo, Renaldo Matadeen de Comic Book Resources dio una crítica negativa, encontrando que el final “estropeó" el desarrollo del personaje de Ben cuando se separó de Bumpy, escribiendo que “es decepcionante y destruye la naturaleza heroica que ha desarrollado. Ben debería haber hecho su propia decisión de una manera racional y no melodramática, para que la próxima temporada pueda dejar atrás sus gritos y ansiedad.